# Aleksandra Goss
Pour les articles homonymes, voir Goss.
Aleksandra Goss, née le 30 août 1989 à Varsovie, est une patineuse de vitesse polonaise.

## Palmarès

### World-Inline-Cup
- Vainqueur en 2013
- Deuxième en 2012, 2014 et 2015